# Vasile Constantinescu
 (mai 2018).
- Si vous ne connaissez pas le sujet, laissez ce bandeau (vous pouvez alors contacter les auteurs).
- Si vous supprimez le contenu mis en cause (vous pouvez préalablement contacter les auteurs),

argumentez précisément cette suppression dans la page de discussion
(un manque de référence n'est pas un argument ; une recherche réelle de référence doit avoir été effectuée, être formellement documentée).
 (mai 2018).
Si vous disposez d'ouvrages ou d'articles de référence ou si vous connaissez des sites web de qualité traitant du thème abordé ici, merci de compléter l'article en donnant les références utiles à sa vérifiabilité et en les liant à la section « Notes et références ».
Vasile Constantinescu, né le 18 décembre 1943 à Mitoc, dans le département de Botoșani, et mort le 20 octobre 2004 à Iași, est un poète, prosateur et essayiste roumain.
Il a commencé, en tant que poète, en 1967 à la revue Cronica (Iași). Peu après, lorsqu’il a terminé ses études, il est entré à la rédaction de cette même revue, au sein de laquelle il a accompli toute sa carrière de publiciste jusqu'au seuil de l'an 2000, occupant également, de 1990 à 1995, les fonctions de secrétaire de rédaction. Il était membre de l’Union des écrivains de Roumanie. En 1980, il a reçu le Prix de l’Association des écrivains de Iași pour le volume de poèmes Spațiul dintre cuvinte (L’Espace entre les mots) ; en 1990, il reçoit le Prix de l’Association des écrivains de Iași pour le recueil de prose Dincolo de geamanduri (Au-delà des balises). Tout au long de sa carrière, il a collaboré avec des poèmes, de la prose, des recensions et des essais pour plusieurs revues : Cronica (ro), Convorbiri literare, Amfiteatru (ro), Ateneu (ro), Tribuna (ro), Dacia literară (ro) et d’autres.

## Biographie
Vasile Constantinescu est né le 18 décembre 1943 dans la commune de Mitoc. Il est le fils aîné de Dumitru et Anica Constantinescu. Il a fréquenté l’école communale de Mitoc (1949-1956) puis le lycée Mihai Viteazul de Galați (1958-1960) et le Lycée théorique de Săveni (1960- 1962). Il est diplômé de la Faculté de philosophie de l’Université Alexandru Ioan Cuza, à Iași (1965-1970).

## Œuvre littéraire
Après avoir publié un premier volume de vers, La țărmul clipei [Au bord de l’instant] (1971), qui le rattachait à la tradition poétique, Vasile Constantinescu s’est consacré pendant presque dix ans à la recherche d’un langage personnel, à la fois ancré dans son expérience de la Moldavie rurale et ouvert sur l’immensité du savoir. En 1978, il publie le volume de vers, Am inventat o planetă [J’ai inventé une planète], qui est accueilli comme son véritable début, car il dévoile une puissante personnalité poétique et un univers lyrique propre, qui va se déployer dans la thématique et la manière de ses publications ultérieures : Spațiul dintre cuvinte [L’espace entre les mots], (1981), Prix de l’Association des écrivains de Iași ; Sfera cu raze inegale [La sphère aux rayons inégaux] (1985) ; O lume de senzații [Un monde de sensations] (1996). Si sa poésie est ludique, volontairement anti-lyrique, marquée par l’ironie et la cérébralité, une nouvelle dimension s’est ajoutée avec la publication de livres pour enfants, Când sosește Mos Crăciun [Quand le père Noël vient] (1994) et Cartea cu semne fermecate sau Drum imaginar prin abecedar [Le livre des signes merveilleux ou Voyage imaginaire au centre de l’Abécédaire] (1997). Cette période de maturité poétique s’ouvre à l’univers de la prose, qui apparait dès l’abord dans une configuration parfaitement achevée, comme le démontrent les nouvelles du recueil intitulé Dincolo de geamanduri [Au-delà des balises] (1990), Prix de l’Association des écrivains de Iași), et le roman A opta zi de la facerea lumii sau Fragment dintr-o piele de șarpe [Le huitième jour de la Genèse ou Fragments d’une peau de serpent] (1997).
Dans la continuité des problématiques abordées dans sa prose, Vasile Constantinescu a ensuite publié deux essais, Destinul spiritului și secolul XXI [Le destin de l’esprit et le XXIe siècle] (1998), et Între Alfa și Omega [Entre l’Alfa et l’Omega] (2003). Ces deux volumes s’inscrivent dans une démarche de fidélité à l’égard de la vocation philosophique et du discours spéculatif, substituant à l’intuition littéraire une approche herméneutique et projective au sein de laquelle sont intégrés, dans un « messianisme » lié aux paradoxes de la culture postmoderne, tant les messages des livres sacrés que les signes de l’ère numérique.
Si La țărmul clipei a représenté, aux yeux de la critique, le lien initial avec le fond classique de la poésie et ses conventions associatives, il convient de souligner que les volumes suivants ont accentué le caractère initiatique cher à Vasile Constantinescu, dans une dimension ludique acquise sur un fond de poéticisation de type réflexif tourné vers un langage spéculatif désigné comme « esprit géométrique ». Les termes  abondent propres à la géométrie, à la technique, à la cybernétique, témoignant d’une fine réceptivité à l’air du temps et, en égale mesure, d’une attention critique face à l’invasion du technicisme. L’obsession du Temps parcourt l’œuvre de Vasile Constantinescu, ouvrant la voie à la rêverie, à la projection fantastique, aux voyages et aux clivages d’ordre temporel. Étant un esprit fondamentalement ironique, l’auteur cultive les associations inattendues, il guette longuement la surprise du lecteur en défiant les conventions du « poétique », il prend le risque de dessiner lui-même le contour de son propre timbre lyrique et s’autorise l’irruption du prosaïque dans le champ poétique. Rappelant les pseudo-fable d’Urmuz, Cronicari ou Fuchsiada, les inadéquations volontaires frisent le non-sens et l’absurde : le cirque est associé à la métaphysique, et la physique quantique – à la philologie. La paraphrase, les syntagmes célèbres sont modifiées, les repères culturels invoqués par allusion ou explicitement, tout cela réuni imprime une atmosphère parodique, évoluant du bénin à l’agressif : « fac piața, deci exist » (je vais au marché, donc je suis). Derrière l’acrobatie ludique, envisagée comme une fronde perpétuelle, la jubilation laisse la place à l’amertume, au lyrisme autocensuré. À l’ironie s’ajoute une sobriété mimée. La fraîcheur de la poésie de Vasile Constantinescu dérive d’un mélange du « réel le plus palpable avec l’imaginaire le plus insensé » (Val Condurache), comme en témoigne le poème, Peisaj cu pasăre și electroni (Paysage avec oiseau et électrons) ou dans ce vers surréaliste : « La început a căzut din cer o gāinā » (Au commencement, du ciel est tombée une poule). En fin de compte, les mythes détrônés ont le goût d’une victoire amère qui dissimule la nostalgie pour un classicisme dorénavant inaccessible, dont la plénitude disparue trouve une expression paradoxale dans Sfera cu raze inegale (La sphère aux rayons inégaux). L’univers de la prose, tel qu’il apparaît dans le recueil Dincolo de geamanduri (Au-delà des balises), relève du domaine fantastique, ou encore de la science-fiction. Ainsi arrive-t-il que dans le monde de la normalité, gouverné par la raison, il se produise un évènement, une brèche, une rupture. Un réveille-matin, par exemple, « s’en va dans le temps », ou encore un personnage disparaît au-delà d’une banale dune, un autre se remémore sa propre mort. D’une manière constante, la narration se déroule dans un cadre parfaitement réaliste et même prosaïque, elle s’appuie  sur des personnages-témoins pour qui le « déplacement » dans le monde fantastique reste de l’ordre de l’ « hypothétique ». Il s’agit ici d’un « monde à soi qui se présente tel qu’il apparaît » (lumea lui așa apare să fie). Souvent, le personnage-témoin se lance dans des investigations, des interprétations, la prose alors emprunte l’aspect du roman policier. De manière symptomatique, les « explications » parcourent un cercle logique au sein duquel l’impression de bizarre s’approfondit peu à peu. D’autres fois, la « brèche » dans la réalité est seulement soupçonnée : après une expérience scientifique, l’ami Naum revient légèrement changé, or la narrateur a presque la certitude qu’il se trouve confronté à un Naum-Machine, qui aura assassiné le vrai Naum, son inventeur, à l'occasion d’un accident suspect. L’obsession du temps donne la structure de plusieurs nouvelles : le temps s’écoule en sens inverse ou encore il est question d’un « temps sphérique », sa durée parcourt l’infini du cercle, « l’infini mort ». Le monde de l’hypothétique, ce fantastique de type spéculatif renvoie aux grands précurseurs, au Sărmanul Dionis (Pauvre Dionisis) de Mihai Eminescu et à certaines nouvelles de Mircea Eliade. Plusieurs motifs consacrés par la littérature de Borges sont également présents : le livre magique qui déclenche les grandes aventures existentielles, ainsi que la chimère d’Aleph, qui, « de retour », raconte l’avenir.
Le roman, A opta zi dupa facerea lumii… (Le huitième jour de la Genèse…), que son auteur lui-même définit ironiquement comme « fantastique, policier, métaphysique et réaliste-socialiste », est structuré sous forme de dialogue entre plusieurs textes appartenant à des « auteurs distincts » (Prométhée, Sisyphe, Don Quijote, Ilie Săbiuțā, Pandele Carabăț). Le texte, qui se situe à la frontière du roman et de l’essai, et a pour thème dominant le drame de la connaissance, toujours présent, au moins de manière sous-jacente, dans les nouvelles de Vasile Constantinescu. Le scénario parodique est évident : Carabăț, professeur de philosophie, donne une conférence importante sous la coupole du cirque – de nouveau associé à la métaphysique –, tandis qu’un Abracadabra émis inopinément semble singer le Verbe fondateur, raillerie cosmique prolongeant la référence à Urmuz jusqu’aux tréfonds de l’univers roumain.

## Œuvres
- La țărmul clipei [Au bord de l’instant] (1971)
- Am inventat o planetă [J’ai inventé une planète], préface de Liviu Leonte (1978)
- Spațiul dintre cuvinte [L’espace entre les mots] (1981)
- Sfera cu raze inegale [La sphère aux rayons inégaux] (1985)
- Dincolo de geamanduri [Au-delà des balises] (1990)
- Când sosește Moș Crăciun [Quand le père Noël vient] (1994)
- O lume de senzații [Un monde de sensations] (1996)
- Cartea cu semne fermecate sau Drum imaginar prin abecedar [Le livre des signes merveilleux ou Voyage imaginaire au centre de l’Abécédaire] (1997)
- A opta zi de la facerea lumii sau Fragment dintr-o piele de șarpe [Le huitième jour de la Genèse ou Fragment d’une peau de serpent] (1997)
- Destinul spiritului și secolul XXI [Le destin de l’esprit et le XXIe siècle] (1998)
- 666. Misterul numărului apocaliptic 666, [Le mystère du nombre apocalyptique 666] (2001)
- Apocalipsa decodificată sau Schimbarea algoritmului [L’apocalypse décodifiée ou Le changement d’algorithme] (2002)
- Între Alfa și Omega [Entre l’Alpha et l’Oméga] (2003)

## Prix
- Prix de l’Association des écrivains de Iași pour la poésie, 1981; pour le volume Spațiul dintre cuvinte [L’espace entre les mots], Iași, 1981
- Prix de l’Association des écrivains de Iași pour prose, (1990) pour le roman Dincolo de geamanduri [Au-delà des balises], Iași, 1990
- Prix littéraire décerné par la revue  Cronica (1993)